# 艾希斯费尔德县
艾希斯费尔德县（Landkreis Eichsfeld）是德国图林根州西北部的一个县，得名于艾希斯费尔德地区，县治海尔巴特海利根施塔特。

## 地理
艾希斯费尔德县北面与下萨克森州的哥廷根县和奥斯特罗德县，东面与诺德豪森县，东南面与基夫霍伊瑟县，南面与温斯特鲁特-海尼希县，西面与黑森州的威拉-迈斯讷县。